# Государственный архив литературы и искусства имени Салмана Мумтаза
Государственный архив литературы и искусства имени Салмана Мумтаза (азерб. Salman Mümtaz adına Dövlət Ədəbiyyat və İncəsənət Arxivi) создан в 1966 году в соответствии с постановлением Совета Министров республики от 17 июля 1965 года. В 1996 году согласно указу президента Азербайджанской Республики архиву было присвоено имя видного азербайджанского литературоведа и текстоведа Салмана Мумтаза.
Архив собирает, хранит и использует документы деятелей литературы и искусства Азербайджана, государственных учреждений и творческих организаций в области литературы и искусства за период с XIX века по сегодняшний день. Архив проводит научно-исследовательскую, методическую и научно-информационную работу.
Документы писателей, поэтов, драматургов, литературоведов отражают становление и развитие азербайджанской литературы. Это личные фонды Эмина Абида, Гасан-бека Зардаби, Мамед Арифа, Алиага Вахида, Гусейн Джавида, Мир Джалала, Джафара Джафарова, Сулейман Рустама, Мирзы Ибрагимова, Расул Рза, Сабит Рахмана, Сулеймана Рагимова, Ислама Сафарли, Мамед Саида Ордубади, Джафар Хандана, Абдулла Шаига, Исмаила Шихлы, Мирварид Дильбази, Гусейн Арифа, Али Туде и др. Материалы по истории азербайджанской литературы содержатся также в фондах Союза писателей, издательств «Азернешр», «Гянджлик», «Язычи», редакций газет и журналов Азербайджан», «Литературный Азербайджан» и других. В них хранятся рукописи произведений, стенограммы и протоколы съездов, пленумов и т.д.    
В архиве хранятся личные фонды режиссёров и актёров, представителей азербайджанского театрального искусства. Среди них Алиага Агаев, Мирза Ага Алиев, Алескер Алекперов, Рза Афганлы, Сона Гаджиева, Марзия Давудова, Кязим Зия, Исмаил Идаятзаде, Фатьма Кадри, Шамси Бадалбейли, Мехти Мамедов, Мустафа Марданов, Исмаил Османлы, Сидги Рухулла, Ахмед Салахлы, Наджиба Меликова и др.
Также в архиве хранятся материалы личных фондов таких азербайджанских композиторов как Фикрет Амиров, Афрасияб Бадалбейли, Солтан Гаджибеков, Ниязи, Тофик Кулиев, Сулейман Алескеров, Асеф Зейналлы, Муслим Магомаев, Саид Рустамов, таких певцов, певиц и музыкантов как Рубаба Мурадова, Агигат Рзаева, Хан Шушинский, Фатьма Мухтарова, Сара Гадимова, Шовкет Алекперова, Гусейнага Гаджибабабеков, Бахрам Мансуров и др. Здесь  хранятся также нотные рукописи.
Архив хранит фонды Союза художников Азербайджана, Союза скульпторов Республики, фонды Азербайджанской государственной школы художеств. Также в архиве хранятся документы, относящиеся к киностудии «Азербайджанфильм», к таким видным режиссёрам как Гасан Сеидбейли, Рза Тахмасиб, Гусейн Сеидзаде и др.